# Найденов, Асен
Асен Яков Найденов (болг. Асен Яков Найденов, 1899—1995) — болгарский дирижёр. Народный артист НРБ (1952). Лауреат Димитровской премии (1950, 1952, 1959). Герой Социалистического Труда НРБ.

## Биография
С детства играл на скрипке и фортепиано. В 1912—1914 годах, будучи студентом средней школы, уже играл в качестве скрипача в городском симфоническом оркестре.
В 1920—1923 годах обучался в Венского университете. Ученик Гвидо Адлера и Йозефа Маркса. Продолжил учёбу дирижирования в Лейпцигской опере. Совершенствовался у Б. Паумгартнера, К. Крауса, Б. Вальтера.
С 1925 года — дирижёр, в 1946—1979 годах — главный дирижёр Софийской национальной оперы.
В 1933 году основал и до 1937 года руководил мужским хором «Родина». В 1962—1963 годах по приглашению работал дирижёром в Государственном академическом Малом оперном театре в Ленинграде (постановки «Отелло», «Риголетто», «Турандот», «Летучий голландец» и др.), а в 1963—1964 годах — в Большом театре (Москва), где в числе первых дирижировал оперой «Пиковая дама» Чайковского, в поставке Евгения Светланова. В 1969 году гастролировал на этой сцене.
Почётный дирижёр Фестивального оркестра Национального дворца культуры г. София (с 1986).
В течение 71 года — за дирижёрским пультом, руководил более чем 100 операми и балетами, 1318 представлениями, не считая концертов.

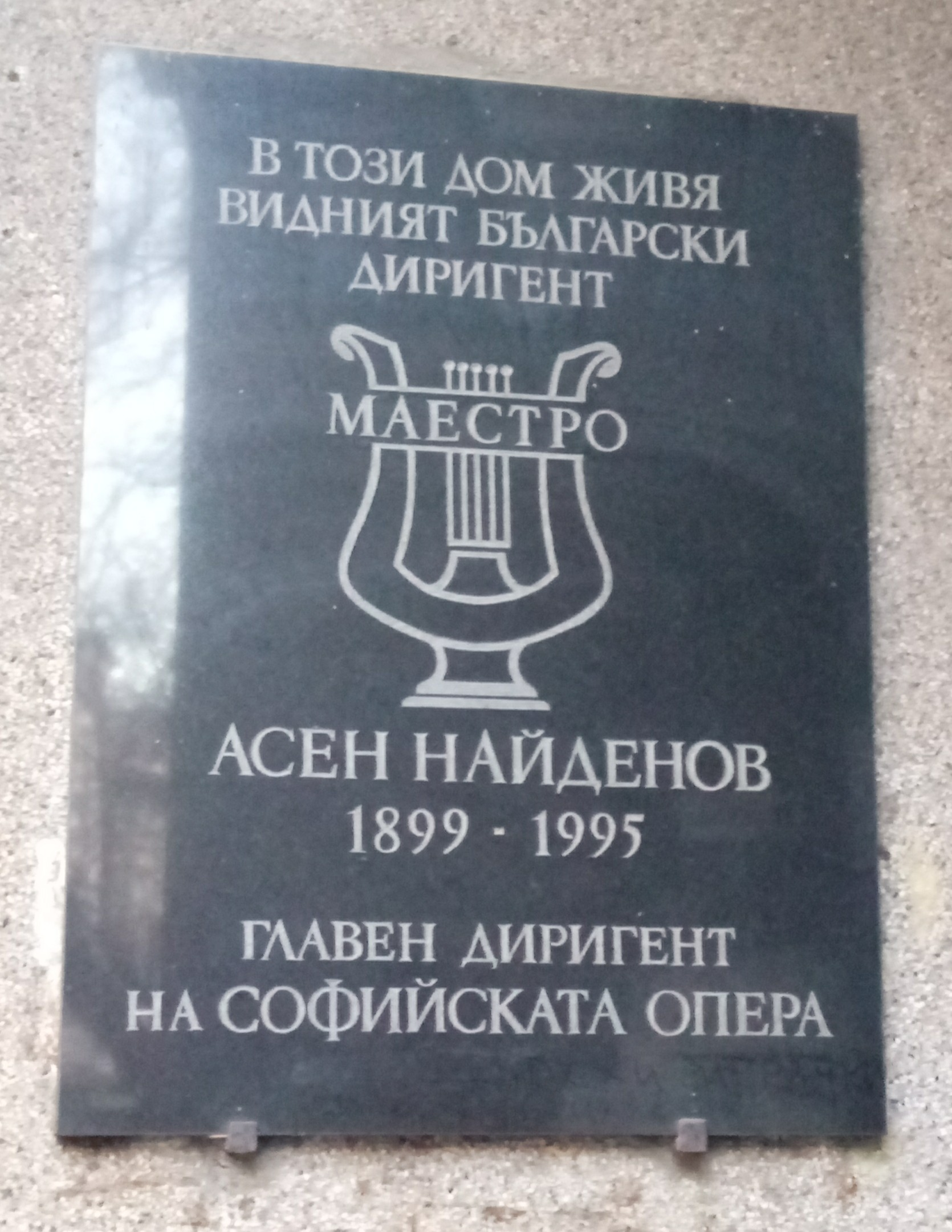
Мемориальная доска на доме, где жил Асен Найденов в Софии

Дирижировал премьерами произведений болгарской национальной классики — операми «Царь Калоян» П. Владигерова (1936), «Девять братьев Яны» (1937) и «Момчил» (1948) Л. Пипкова, балетом «Нестинарка» М. Големинова (1942), многими русскими и итальянскими операми; оперой «Борис Годунов» М. П. Мусоргского неоднократно дирижировал в крупнейших театрах Европы.